# 가이쿄선
가이쿄선(일본어: 海峡線, かいきょうせん)은 홋카이도 여객철도 노선 하나이다. 일본 아오모리현 히가시쓰가루군 소토가하마정에 있는 나카오구니역과 홋카이도(오시마 지청) 가미이소 군 기코나이정에 있는 기코나이역을 잇는다.
1988년 3월 13일 개통 이후 혼슈와 홋카이도를 잇는 쓰가루 해협선에 전 구간이 포함되었으며, 세이칸 터널로 혼슈와 홋카이도를 잇는다. 홋카이도 신칸센은 이 가이쿄 선에 표준궤(1,435mm)를 병설하여 혼슈와 홋카이도를 잇는 계획이다. 2016년 3월 26일의 홋카이도 신칸센 개업에 따라 재래선으로서 가이쿄 선은 화물 열차·단체 임시 열차만이 주행된다. 따라서 쓰가루 해협선의 명칭은 폐지되었다.

## 역사
- 1988년 3월 13일: 개통.
- 1990년 7월 1일: 신유노사토 신호장을 철도역으로 승격시킴과 동시에 시리우치 역으로 명칭을 변경.
- 2016년 3월 26일: 홋카이도 신칸센 개통.

## 역 목록
| 역 이름                 | 일본어 이름      | 거리 | 접속 노선                                                                            | 소재지     | 소재지         | 소재지        |
| ----------------------- | ---------------- | ---- | ------------------------------------------------------------------------------------ | ---------- | -------------- | ------------- |
| 나카오구니              | 中小国           | 0.0  | 동일본 여객철도 쓰가루 선 (아오모리 방면으로 직결 운행하나 환승 불가능함)            | 아오모리현 | 히가시쓰가루군 | 소토가하마정  |
| 신나카오구니 신호장     | 新中小国信号場   | 2.3  | 쓰가루 선 분기점                                                                     | 아오모리현 | 히가시쓰가루군 | 소토가하마정  |
| 오쿠쓰가루이마베쓰      | 奥津軽いまべつ   | 13.0 | 홋카이도 신칸센                                                                      | 아오모리현 | 히가시쓰가루군 | 이마베쓰정    |
| 닷피 정점               | 竜飛定点         | 32.5 |                                                                                      | 아오모리현 | 히가시쓰가루군 | 소토가하마 정 |
| 요시오카 정점           | 吉岡定点         | 55.5 | (전 열차가 정차하지 않음)                                                            | 홋카이도   | 마쓰마에 군    | 후쿠시마정    |
| 유노사토시리우치 신호장 | 湯の里知内信号場 | 76.0 |                                                                                      | 홋카이도   | 가미이소 군    | 시리우치정    |
| 기코나이                | 木古内           | 87.8 | 홋카이도 신칸센 도난 이사리비 철도 도난 이사리비 철도선(하코다테 방면으로 직결 운행) | 홋카이도   | 가미이소 군    | 기코나이정    |

## 기타
- 신칸센 개업 전에는 보통열차가 없이 특급/급행행열차만 운행되기 때문에, 쓰가루 선 가니타역 - 기코나이역 구간은 특급 요금 없이 승차권만으로 특급열차의 보통차 자유석에 승차할 수 있는 특례구간으로 설정되어 있었다.
- 닷피 정점과 요시오카 정점은 세이칸 터널 안에 있다.

## 같이 보기
- 세이칸 연락선
- 세이칸 터널
- 홋카이도 신칸센